# Динофроз
Динофроз (англ. Dinofroz) — итальянский мультсериал, созданный Джочи Прециози в партнерстве с итальянской студией Mondo TV.

## Сюжет
В сериале рассказывается о приключениях Тома Картера, 12-летнего мальчика, и его друзей, которые телепортируются в прошлое, где они могут превращаться в динозавров, чтобы спасти людей от безжалостного господства драконов.
Шаман - волшебник с магическими способностями, который помогает динофрозам в их приключениях по уничтожению повелителя драконов Нецерона и подчиненных ему драконов. Помощь динофрозам оказывает мамонт Нельстен, семья которого была убита Нецероном. Отец Тома Картера - еще один важный персонаж, который путешествует во времени, чтобы спасти Тома от повелителя драконов.